# 尾崎庄太郎
尾崎庄太郎（日语：／ Ozaki Shōtarō，1906年—1991年），是日本的评论家及汉学家。

## 生平
尾崎庄太郎出生于德岛县，毕业于东亚同文书院。他在离开南满洲铁路株式会社调查部之后，在中国国内开展反战运动。日本战败后，在旧法下作为思想犯被判刑十年而入狱，但在1945年10月被释放。1946年成为中国研究院的创始成员，发表论文和翻译。他翻译了《毛泽东选集》。最初，使用过尾崎五郎的名字。文化大革命之后，远离中共礼赞的他基本上沉寂下来了，80年代以来，他的主要方向转为了支持民主化运动。

## 著书
- 中国的工业组织 尾崎五郎 白揚社 1939
- 中国的工业发展 中央公論社 1941 (東亜新書)
- 中国共产党的农业政策 世界書院 1949
- 学习的理论与实际：从中国的经验中学习 ハト書房 1953
- 实践论矛盾论入门 1963 (青木新書)
- 中国民主活动家的证言 魏京生审判记录 日中出版 1980.5
- 徘徊：一个中国研究家的回想 日中出版 1981.9
- 我，成为了一粒麦子：生于中日战争时代的中国研究家的回想 結書房 2007.4

## 共同编著
- 新中国的对日贸易政策 与米沢秀夫共同编著 五月書房 1949
- 中国共产党为什么会胜利 与菊地三郎共同编著 人民戰線社 1949.2 (中国革命研究資料)
- 新中国的经济建设 与岩村三千夫共同编著 東洋経済新報社 1950
- 新中国的爱情与婚姻 与門田昌子共同编著 和光社 1955 (青春選書)

## 翻译
- 毛泽东选集 第1卷 论持久战 人民社 1946
- 实践论及其学习 毛泽东 中国資料社 1951
- 实践论・矛盾论 毛泽东 国民文庫社 1952 (国民文庫
- 人类革命：中国知识分子的思想改造 梁漱溟 与安藤彦太郎共同翻译 中国研究所 1952.3
- 社会科学的基本知识 胡绳 新科学社 1953
- 中国共产党三十年 胡乔木 国民文庫社 1953 (国民文庫
- 斯大林论文学习辞典 学習雑誌社資料室編 1953 (国民文庫)
- 社会发展略史 续 山東人民出版社  五月書房 1953
- 毛泽东选集 第3卷 三一書房 1954
- 社会发展略史 续续篇 解放社編集部編 五月書房 1954
- 社会科学入门 胡绳，于光远，王东德 和光社 1954
- 斯大林经济学论文的学习 千家驹 1955 (青木文庫)
- 事物思考法与学习法 薛暮桥 改订版 駿台社 1955
- 社会科学講話 第1-2册 胡绳，于光远，王东德 1956 (国民文庫)
- 文艺讲话 毛泽东 1956 (青木文庫)
- 刘少奇主要著作集 全4卷 与浅川謙次共同翻译 三一書房 1959-60
- 毛泽东战后著作集 与浅川謙次共同翻译 三一書房 1959
- 刘少奇的悲剧 编译 日中出版 1980.9